# Sandarmokh

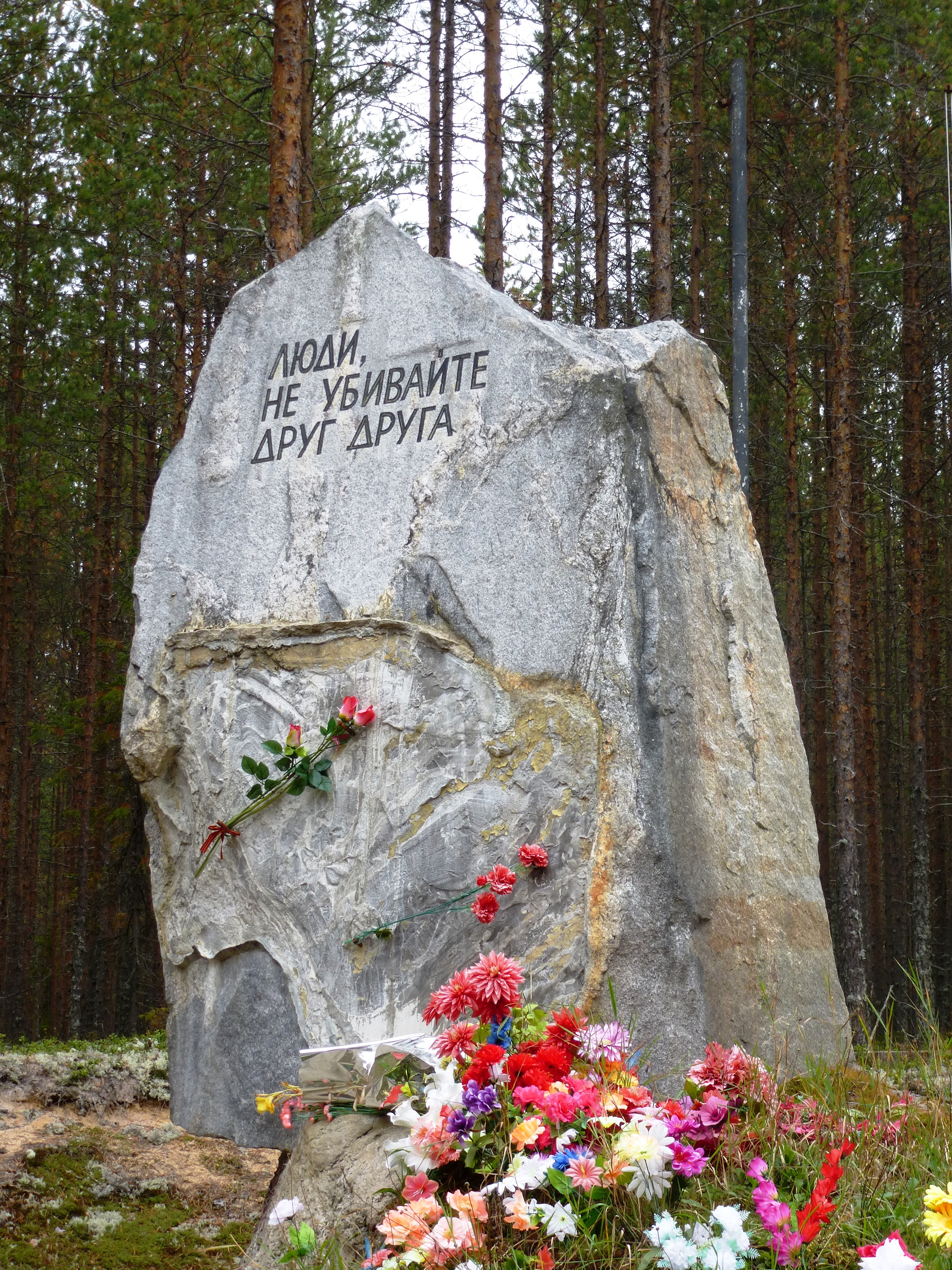
Monumento na entrada de Sandarmokh citando: "As pessoas não mate um ao outro".

Sandarmokh (em russo:  Сандармох) é uma floresta no distrito de Medvezhyegorsky, Karélia, Rússia, o local onde foram fuzilados e enterrados as vítimas das repressões políticas soviéticas. Cerca de 9,000 restos mortais foram descobertos no local, encontrado em 1997 pelos membros da  Sociedade Memorial.
De acordo com os documentos encontrados nos arquivos do FSB em Arkhangelsk, aqui foram assassinadas pessoas de 58 nacionalidades e enterradas em 236 valas comunais durante um período de 14 meses em 1937 e 1938.
Hoje Sandarmokh é um memorial aos crimes de Stalin e do seu regime e desde 1998 tem sido comemorando no local em 5 de agosto o Dia Internacional em Memória.

## Vítimas famosas
- Nikolay Durnovo (ru:Дурново, Николай Николаевич), Linguista russo[7]
- Valerian Pidmohylny, escritor ucraniano
- Hryhoriy Epik, escritor ucraniano
- Les Kurbas, director teatral ucraniano [8]
- Kalle Vento, jornalista finlandês (fi:Kalle Vento)[9]
- Mykola Kulish (uk:Куліш Микола Гурович), escritor, educador, jornalista, dramaturgo ucraniano [10]).
- Mykhailo Yalovy, escritor, publicista e dramaturgo ucraniano
- Nikolay Hrisanfov (fi:Krisun Miikul), escritor carelo[11]
- Mykola Zerov, poeta ucraniano[8]
- 141 americanos de origem finlandesa que emigraram para a URSS e foram fuzilados e enterrados em Sandarmokh pela NKVD. Os seus nomes foram reunidos pelo John Earl Haynes e Harvey Klehr no seu livro In Denial: Historians, Communism, and Espionage (2003).[12] 127 canadianos de origem finlandesa também foram fuzilados e enterrados aqui.[13]

## Ligações Externas
- Пам’яті жертв соловецького розстрілу (em inglês)
- Known victims (6,403 names), query result (em russo)

- en: Yury A. Dmitriev
- en: Sandarmokh